# CSS-3
Die CSS-3 ist eine landgestützte ballistische Interkontinentalrakete der Volksrepublik China. Bei den chinesischen Streitkräften trägt die Rakete die Bezeichnung DF-4 oder Dongfeng 4 (chinesisch 东风, Pinyin Dōngfēng – „Ostwind“).

## Entwicklung

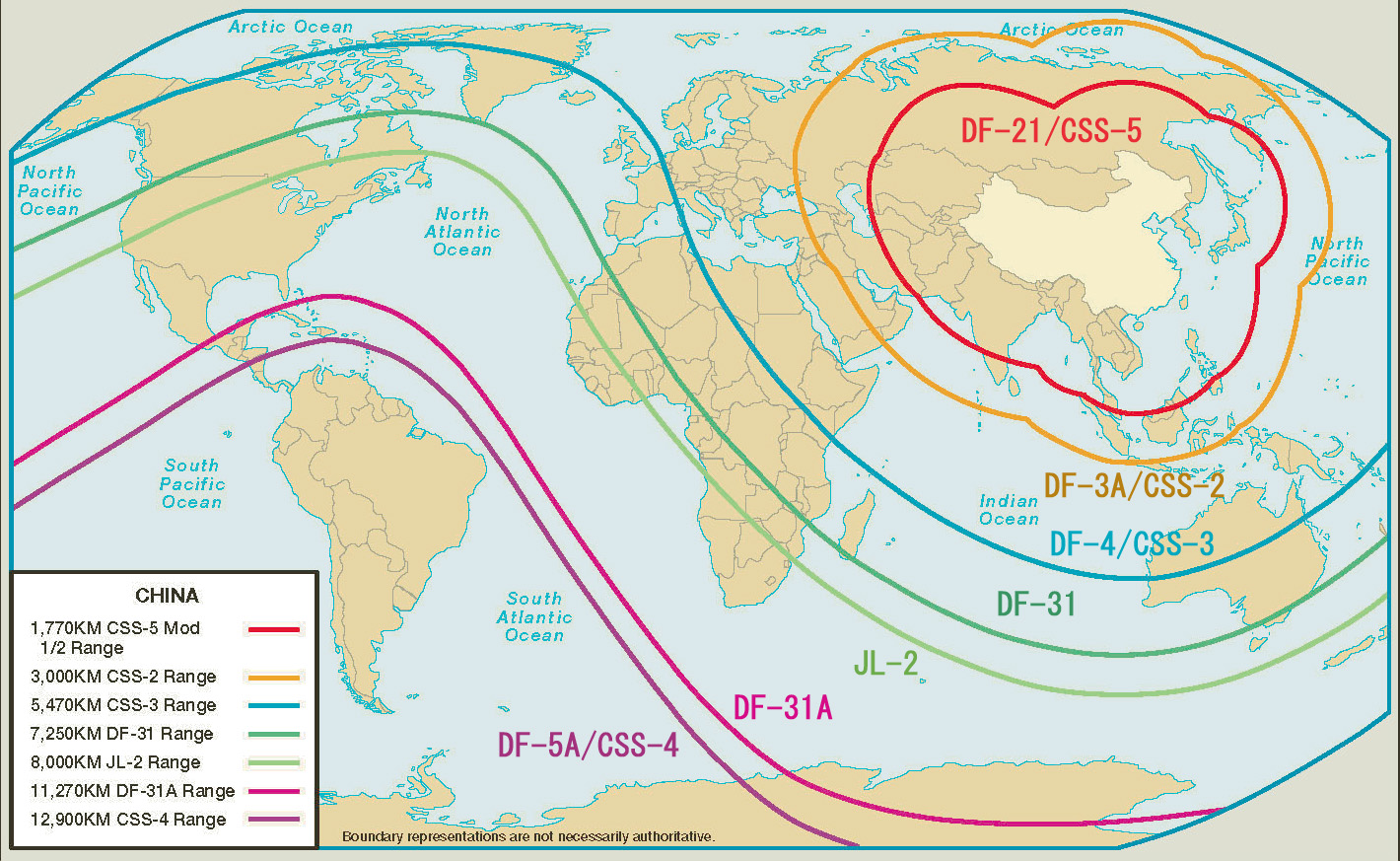
Reichweite von chinesischen Raketen

Die Entwicklung der CSS-3 begann 1967. Das System wurde parallel zur CSS-2 entwickelt. Viele Komponenten kommen bei beiden Raketenmodellen zum Einsatz. So verfügen beide Modelle über denselben Raketenantrieb. Ebenso sind sie mit demselben Steuer- und Navigationssystem ausgerüstet.
Teststarts und Flugversuche wurden zwischen 1969 und 1976 durchgeführt. Im Jahr 1979 wurden die ersten Raketen der Volksbefreiungsarmee übergeben. Die Volksbefreiungsarmee beschaffte sich 25 bis 30 Systeme.
Die CSS-3 bildete die Grundlage für die späteren zivilen Trägerraketen vom Typ Langer Marsch.

## Technik
Die Raketen sind in gepanzerten Silos gelagert und werden direkt aus diesen gestartet. Ein Teil der Raketen ist in unterirdischen Bunkern gelagert. Zum Start werden die Raketen aus den Bunkern zu einem Starttisch transportiert und dort startbereit gemacht.
CSS-3 ist eine zweistufige Flüssigtreibstoff-Rakete. Als Treibstoff verwendet die CSS-3 die lagerfähigen Flüssigtreibstoffe UDMH und Stickstofftetroxid. Die Steuerung erfolgt mittels einer Trägheitsnavigationsplattform. Sie hat einen Startschub von 1.224 kN, eine Startmasse von 82.000 kg, einen Durchmesser von 2,25 m, eine Länge von 28,05 m und eine Flossenspannweite von 2,74 m. Die Reichweite der CSS-3, die mit einem Nukleargefechtskopf mit einer Sprengkraft von 1.000 oder 3.300 kt Sprengkraft und einem Gewicht von 2.190 kg bestückt ist, beträgt 4.750 km. Es wird ein Streukreisradius (CEP) von 1.500 m erreicht.
Infolge der relativ schlechten Treffergenauigkeit kann die CSS-3 nur gegen sog. „weiche Ziele“ wie Bevölkerungszentren, Industriekomplexe, Hafenanlagen und Eisenbahnknotenpunkte eingesetzt werden. US- und NATO-Experten schätzen die CSS-3 als eine wenig effektive Zweitschlagswaffe ein.

## Status
Die CSS-3 gilt mittlerweile als technisch veraltet. Bei der Volksbefreiungsarmee werden die 15–20 CSS-3 Systeme zu Zeit ausgesondert und bis 2015 durch die DF-31 ersetzt.